# 西门子Velaro

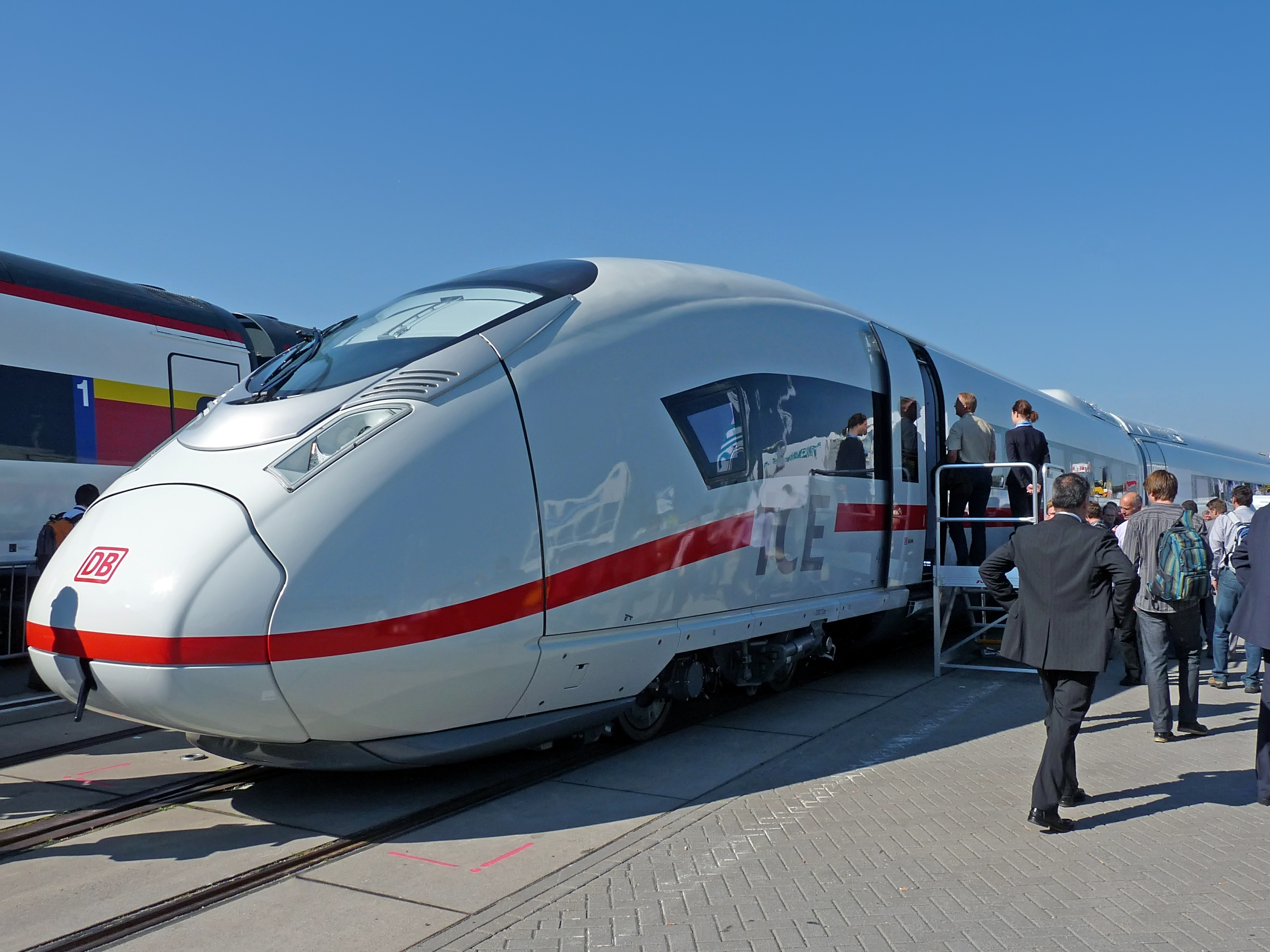
Velaro D列车于2010年的柏林轨道交通技术展

Velaro（衍生自“高速”的西班牙文词组）是西门子交通集团提供的一个高速列车技术平台，也是西门子股份公司的注册商标。该平台是基于ICE-3列车发展而来，并可以根据每个铁路运营商的具体需求而个别定制不同的动车组。
西班牙国家铁路是首个向西门子订购Velaro E的用户，并将其定型为西班牙国铁103型；伴随着350公里/小时的续航速度及407.3公里/小时的最高速度，这款变体是从2007年6月22日至2010年9月28日期间全球运行速度最快的轮轨列车。在俄罗斯运营的游隼号列车是一个宽轨版本，被制造商标识为Velaro RUS。用于中国的和谐号CRH3型是一个拥有更宽净空限界的標準轨版本，它以Velaro CN的名义生产，并已部分投入定期运用；这款列车的变体在2011年1月9日以487公里/小时的最高速度创造了新的軌道車輛速度紀錄。为德国生产的16组德国铁路407型被标识为Velaro D。为欧洲之星生产的英国铁路374型被标识为Velaro e320，它们将在2015年投入英法海底隧道的运营，作为现有英国铁路373型的补充。2013年3月，西门子决定制造6组动车组加上第7组试验列车交付土耳其国家铁路，它们将被标识为Velaro TR。
截至2011年2月，Velaro的订单总价值达到44亿欧元。

## 通用技术
Velaro是由德国铁路运营的ICE-3列车发展而来。但ICE列车的各款型号是在20世纪90年代，由西门子为首的多家公司组成的制造商联盟进行开发，而Velaro则是一款纯粹的西门子产品。在与联盟分离后，目前唯一的制造商西门子需要对动车组进行一般适用的修改，因为在此期间欧盟頒訂了互操作性技术规范和进一步的标准，当中包括新的消防标准及各项复杂的要求。再有就是对此前并非由西门子负责开发的列车部件进行重新设计。整体结构采用铝质构造的Velaro列车被设计为一个平台概念，它可以针对不同国家客户的具体需求进行修改。在目前的版本中，可根据当地要求进行调整的范围包括传动功率、配电系统、空调、座位数量、车身宽度及轨距。车厢连接处与ICE-3列车相比也有明显的改变。乘降门为电动塞拉门，其净宽及净高分别为900毫米及2,050毫米。
不同于ICE-3列车，Velaro的辅助牵引设备，例如整流器冷却水泵、逆变器冷却风机、电动机风机以及制动器风机均可以独立于接触网供电运行。它解决了ICE-3列车在法国高速铁路东线上通过分相区时反复出现的冷却中断问题。
与ICE-3列车相比，大多数的Velaro变体都没有配备涡流制动，仅Velaro D列车具有这样的制动系统。

### 分散式动力
Velaro的另一项重要特点是采用动力分散式技术，这在此前已被运用于ICE-3列车，并可以藉此省去动力车头。除了牵引电动机及制动器始终安装在底板下方外，一些原本设于动力车头内的电气设备及机械设备，例如变压器、牵引逆变器、辅助变流器、空压机、风缸、軔機系統、电池箱和蓄电池充电器等都被分布在每节车厢的底板下方。一列八节编组的动车组有50%的转向架为动力转向架（十节编组的Velaro RUS则为40%）。因此，列车的起动牵引力相较于動力集中式的ICE-2列车提高了50%，由200千牛增强为300千牛。牵引力也比ICE-1及ICE-2列车有了显著提高，以至于列车在4%的坡度上起动也是有可能的，即使有四分之一的加速功率不可用。
此外，在相同长度的列车中，Velaro提供的座位数提高了15%。被称为“Velaro HD”的设计草图可在200米长的列车中提供536个座位（UIC标准的2+2布局）。这个概念还允许乘客在列车两端获得清晰的线路视野。驾驶室与客舱仅以一扇玻璃幕墙相隔，坐在休息室内的乘客可以越过火车司机眺望列车的前方或后方景观。

### 技术参数比较
| 参数             | Velaro E                                                            | Velaro CN | Velaro RUS                                                          | Velaro D                                          | Velaro e320                                           |
| ---------------- | ------------------------------------------------------------------- | --- | ------------------------------------------------------------------- | ------------------------------------------------- | ----------------------------------------------------- |
|                  |                                                                     | |                                                                     |                                                   |                                                       |
| 型号/名称        | 西班牙 103型                                                        | 中国 CRH3C型/CRH380B型/CRH380C型 | 俄羅斯 游隼号                                                       | 德国 407型                                        | 英国 374型                                            |
| 数量             | 26 （8节编组）                                                      | 80 CRH3C （8节编组） 0 639 CRH380B （8、16节编组） 0 25 CRH380CL （16节编组） | 16 （10节编组）                                                     | 16 （8节编组）                                    | 17（16节编组）                                        |
| 制造年份         | 2002–2007                                                           | 2007- 2016 | 2007–2014                                                           | 2009–2012                                         | 2012-2018.                                            |
| 运营最高速度     | 350 km/h                                                            | 350 km/h （CRH3C） 380 km/h （CRH380B、C） | 250 km/h （可升至350 km/h）                                         | 320 km/h （交流电） 220 km/h （直流电）           | 320 km/h                                              |
| 受流电压         | 25 kV 50 Hz ~                                                       | 25 kV 50 Hz ~ | 单电压： 3 kV = 双电压： 3 kV = 25 kV 50 Hz ~                       | 15 kV 16.7 Hz ~ 25 kV 50 Hz ~ 1.5 kV = 3 kV =     | 25 kV 50 Hz ~ 1.5 kV = 3 kV = 选配： 15 kV 16.7 Hz ~  |
| 受流方式         | 受电弓                                                              | 受电弓 | 受电弓                                                              | 受电弓                                            | 受电弓                                                |
| 输出功率         | 8,800 kW                                                            | 8,800 kW （8节编组） 18,400 kW （16节编组） | 8,000 kW                                                            | 8,000 kW （交流电） 4,200 kW （直流电）           | 16,000 kW                                             |
| 功率系数         | 20.7 kW/t                                                           | 不详 | 12 kW/t                                                             | 16,2 kW/t                                         | 不详                                                  |
| 电机数量         | 16                                                                  | 16 （8节编组） | 16                                                                  | 16                                                | 32                                                    |
| 轨距             | 1,435 mm                                                            | 1,435 mm | 1,520 mm                                                            | 1,435 mm                                          | 1,435 mm                                              |
| 缓冲器间距       | 200.3 m                                                             | 200 m （8节编组） ca. 400 m （16节编组） | 250.3 m                                                             | 200.72 m                                          | 390.2 m                                               |
| 端部车厢长度     | 25,535 mm                                                           | 25,535 mm | 25,535 mm                                                           | 25,735 mm                                         | 25,70 m                                               |
| 中部车厢长度     | 24,175 mm                                                           | 24,175 mm | 24,175 mm                                                           | 24,175 mm                                         | 24,2 m                                                |
| 转向架间距       | 17,375 mm                                                           | 17,375 mm | 17,375 mm                                                           | 17,375 mm                                         | 17,375 mm                                             |
| 车身宽度         | 2,950 mm                                                            | 3,265 mm | 3,265 mm                                                            | 2,924 mm                                          |                                                       |
| 车身高度         | 3,890 mm                                                            | 3,890 mm | 4,400 mm                                                            | 4,343 mm                                          |                                                       |
| 地板高度         | 不详                                                                | 1,260 mm | 1,360 mm                                                            | 1,240 mm                                          |                                                       |
| 空车重量         | 439 t                                                               | 447 t （8节编组） |                                                                     | 454 t                                             |                                                       |
| 整备重量         |                                                                     | | 单电压： 662 t 双电压： 678 t                                       | 495 t                                             |                                                       |
| 轴数             | 32                                                                  | 32 （8节编组） | 40                                                                  | 32                                                | 64                                                    |
| 轴式             | Bo’Bo’+2’2’+Bo’Bo’+2’2’ +2'2'+Bo’Bo’+2’2’+Bo’Bo’                    | Bo’Bo’+2’2’+Bo’Bo’+2’2’ +2'2'+Bo’Bo’+2’2’+Bo’Bo’ （8节编组） | Bo’Bo’+2’2’+Bo’Bo’ +2’2’+2’2’+2’2’+2’2’ +Bo’Bo’+2’2’+Bo’Bo’         | Bo’Bo’+2’2’+Bo’Bo’+2’2’ +2’2’+Bo’Bo’+2’2’+Bo’Bo’  | 2 × Bo’Bo’+2’2’+Bo’Bo’+2’2’ +2’2’+Bo’Bo’+2’2’+ Bo’Bo’ |
| 最大轴重         | 17 t                                                                | 17.7 t | 单电压： 17 t 双电压： 18 t                                         | 17 t                                              | < 17 t                                                |
| 转向架重量       | 不详                                                                | 动力转向架：9.5 t 从动转向架：7.4 t | 不详                                                                | 不详                                              |                                                       |
| 转向架轴距       | 2,500 mm                                                            | 2,500 mm | 2,500 mm                                                            | 2,500 mm                                          |                                                       |
| 轮径 （新/最小） | 不详                                                                | 动力转向架：920/830 mm 从动转向架：920/860 mm | 920/840 mm                                                          | 不详                                              |                                                       |
| 悬挂             | 不详                                                                | 一系：钢弹簧 二系：气动弹簧 | 一系：钢弹簧 二系：气动弹簧                                         | 不详                                              |                                                       |
| 传动装置         | 底座电动机及主动齿轮轴之间带圆弧齿离合器的跨座式传动                | 底座电动机及主动齿轮轴之间带圆弧齿离合器的跨座式传动 | 底座电动机及主动齿轮轴之间带圆弧齿离合器的跨座式传动                | 不详                                              |                                                       |
| 传动机械效益     | 2.62                                                                | CRH3C:2.79 CRH380B:2.492 | 3.03                                                                | 不详                                              |                                                       |
| 连接器类别       | 夏芬伯格车钩                                                        | 夏芬伯格车钩 | SA-3车钩                                                            | 夏芬伯格车钩                                      |                                                       |
| 起动牵引力       | 283 kN                                                              | 300 kN | 328 kN                                                              | 300 kN                                            |                                                       |
| 平均加速度       | 0.28 m/s² （0–320 km/h）                                            | 0.38 m/s² （0–200 km/h） | 单电压： 0.40 m/s² （0–120 km/h） 双电压： 0.39 m/s² （0–120 km/h） | 0.53 m/s² （0–60 km/h） 0.52 m/s² （60–120 km/h） |                                                       |
| 制动系统         | 电阻制动 空气制动 再生制动                                          | 电阻制动 空气制动 再生制动 弹簧制动 | 电阻制动 空气制动 再生制动 弹簧制动                                 | 电阻制动 空气制动 涡流制动 弹簧制动               | 电阻制动 空气制动 再生制动 弹簧制动                   |
| 最大制动力       | 不详                                                                | 不详 | 378 kN                                                              | 不详                                              |                                                       |
| 制动距离         | 3,900 m （320–0 km/h）                                              | 3,700 m （300–0 km/h） | 3,900 m （250–0 km/h）                                              | 不详                                              |                                                       |
| 座位数           | 总数：404 会所座：37 优选座：103 经济座：264                        | 总数CRH3C（8节编组）：601 一等座：72 二等座：529 总数CRH380B（8节编组）：556 商务车：16 一等座：68 二等座：478 总数CRH380BL（16节编组）：1016 商务车：32 一等座：112 二等座：876 | 总数：604 商务座：104 经济座：500                                   | 总数：460 一等座：111 二等座：333 餐车：16        | 总数：约900                                           |
| 安全装置         | 欧洲列车控制系统 （级别2）、STM-LZB80、西班牙信号显示及自动制动系统 | 欧洲列车控制系统（级别1）、中国列车控制系统 | KLUB-U                                                              | 欧洲列车控制系统、LZB、PZB、TBL、TVM、ATB、KVB    |                                                       |

每列Velaro高速动车组的使用年限为30年。

## 变体

### Velaro E
Velaro E（E表示España，即西班牙的西班牙文称谓）是第一款基于Velaro平台、完全由西门子独立开发的列车。全部26组八节编组的列车具有350公里/小时的最高运营速度，并被运营商定型为103型。西班牙国家铁路为其设定了三舱等级。列车根据实际运营需求及运营商偏好，在技术及内饰上作出了进一步开发。自2007年以来，列车已在西班牙不同的標準軌线路中投入定期服务。

### Velaro CN
Velaro CN（CN代表China，即中国的德文称谓）是第二款基于Velaro平台开发的列车。它为适应中国高速铁路的运输特点而作出了技术调整及加宽车身，并被运营商（即当时的中国铁道部）定型为CRH3型（CRH3C）。列车大部分的生产工作均在中国当地进行，以实现国产化和技术转移。同时，中国铁道部将所有引进国外技术、联合设计生产的中国铁路高速（CRH）车辆均命名为「和谐号」。CRH3C目前已在京津城际铁路及武广客运专线投入服务。随后，中国还在此基础上开发出了CRH380B、CRH380BL、CRH380C及CRH3A等衍生型号。

### Velaro RUS
Velaro RUS（RUS代表Russland，即俄罗斯的德文称谓）是第三款基于Velaro平台开发的变体。运营商将其商标名称定为“游隼（сапсан）”，即隼属中飞行速度最快的猛禽。其加宽的车体是来源于Velaro CN，但仅可在俄罗斯的宽轨轨距中运行，并尤其适用于当地特殊的气候条件。自2009年12月起，第一批次的8组列车已投入俄罗斯的定期服务，另外8组列车将自2014年起交付。

### Velaro D
Velaro D（D代表Deutschland，及德国的德文称谓）是基于Velaro平台开发的第四款变体。它原本计划自2011年起交付，但被多次推迟。至2013年圣诞节前夕，前4组列车才通过验收。这款四电压列车被运营商定型为407型，并可在德国、法国、比利时及荷兰境内使用。该动车组已被德国铁路编入ICE-3列车家族。

### Velaro MS
Velaro MS（MS代表MultiSystem，即多電壓規格）是基于Velaro D开发的衍生型。2022年2月1日，德鐵宣布已部分行使該選擇權，將訂單增加43列，使得總數達到73列。2022年訂購的43列增項列車組計劃自2024年秋季開始交付，至2028年完成。這一批次的訂單額為15億歐元。2022年初，時任德鐵產品部門主管的菲利普·納格爾宣布，408型列車組暫時不會被批准與407型列車組進行重聯運轉。用於比利時的407型的待定批准也被推遲。所有408型列車組每側將比407型的類似車組多配備兩個車門（408.6和408.8），以及一個供輪椅使用者專用的門（408.3），其控制裝置也與407型不同。这款列车被德國鐵路編入ICE-3車隊，並稱之為ICE-3neo。

### Velaro e320
2010年12月3日，欧洲之星与西门子在伦敦签署了10组高速列车的供货合同，拟将后者作为现有TGV列车（373型）的补充，在英法海底隧道中使用。这些16节编组、全长约400米的列车将可提供900个座位及320公里/小时的最高速度。合同总价值预计超过6亿欧元。首组列车应在2015年前后投入服务。

### Velaro TR
2013年6月，西门子宣布获得了一份来自土耳其国家铁路的7组高速列车订购合同，其中包括维护条款。该合同总价值约2.85亿欧元。这些八节编组的列车将在安卡拉－伊斯坦布尔高速铁路及安卡拉－科尼亚高速铁路中投入服务。订单分为6组客运列车及1组试验列车。虽然列车将从2015年起交付，但在2013年9月下旬，已有一组原本用于德国铁路的动车组作为试验列车被移交至土耳其。

## 竞标及意向客户
西门子曾向意大利的私营铁路运营商新旅客运输公司提供25组八节编组Velaro列车的报价。为此，在2006年底，一列三节编组的Velaro E列车从克雷费尔德被转移至罗马进行演示运行。然而至2008年1月中旬，西门子的报价最终不敌阿尔斯通所提供的AGV列车。
在阿根廷宣布计划兴建布宜诺斯艾利斯至罗萨里奥及科尔多瓦的高速铁路、并对入围联盟进行招标时，西门子也提供了Velaro列车的报价。但带有财政计划的最终报价并未提交，因为土地收购成本无法估算。
作为替换即将退役的TGV列车型号，法国国家铁路总裁纪尧姆·佩皮（Guillaume Pépy）在2007年初也将Velaro列车纳入了考虑范围。
2010年10月，西门子组建了一家伙伴公司，以参加预计于2012年举行的坦帕至奥兰多高速铁路走廊的招标。参与这项概念的公司还包括铁路运营商威立雅运输和建筑企业斯堪斯卡。西门子希望通过Velaro列车的报价，在萨克拉门托车厂开展生产工作。然而，佛罗里达州长里克·斯科特在2011年2月否决了高速铁路连接的计划。
2012年初，西门子与货运铁路快线进行了会谈，后者希望能有多达25组至少300公里/小时以上的高速列车用于货运服务。除了基于Velaro平台开发的列车，该公司同时还考虑采用TGV Duplex列車。